# Kristinn Jónsson
Kristinn Jónsson (ur. 4 sierpnia 1990) – islandzki piłkarz grający na pozycji obrońcy

## Kariera klubowa
Jónsson od początku profesjonalnej kariery związany jest z klubem Breiðablik UBK.

## Kariera reprezentacyjna
W reprezentacji Islandii zadebiutował 22 marca 2009 roku w towarzyskim meczu przeciwko Wyspom Owczym. Na boisku pojawił się w 76 minucie meczu.
| Mecze i gole w reprezentacji | Mecze i gole w reprezentacji | Mecze i gole w reprezentacji | Mecze i gole w reprezentacji | Mecze i gole w reprezentacji | Mecze i gole w reprezentacji | Mecze i gole w reprezentacji |
| #                            | Data                         | Stadion                      | Rywal                        | Wynik                        | Gol                          | Rozgrywki                    |
| 2009                         | 2009                         | 2009                         | 2009                         | 2009                         | 2009                         | 2009                         |
| ---------------------------- | ---------------------------- | ---------------------------- | ---------------------------- | ---------------------------- | ---------------------------- | ---------------------------- |
| 1.                           | 22.03.2009                   | Kópavogur, Islandia          | Wyspy Owcze                  | 1:2                          | 0                            | towarzyski                   |
| 2013                         |                              |                              |                              |                              |                              |                              |
| 2.                           | 14.08.2013                   | Reykjavík, Islandia          | Wyspy Owcze                  | 1:0                          | 0                            | towarzyski                   |

## Sukcesy
Breiðablik
- Mistrzostwo Islandii: 2010
- Puchar Islandii: 2009